# Bataille de Liouban

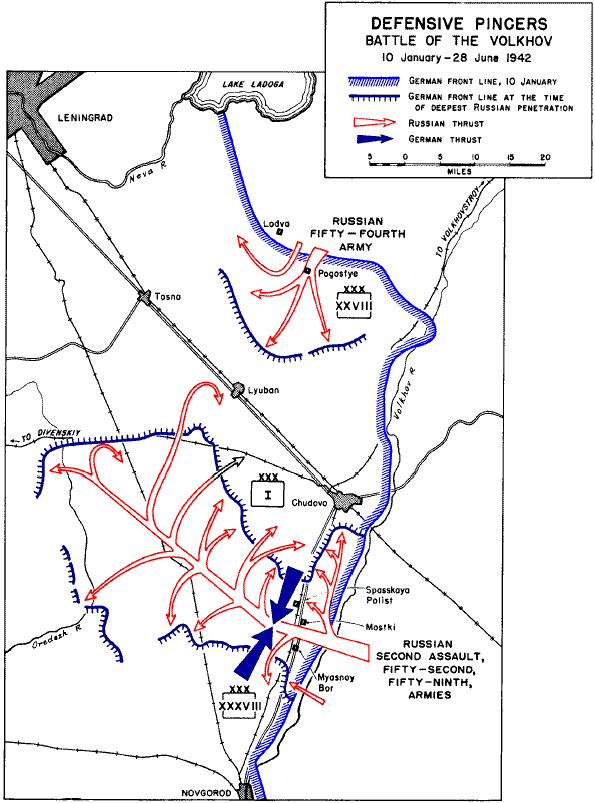
Carte de la bataille de Liouban également appelée bataille du Volkhov.
Les flèches blanches indiquent les attaques russes qui utilisent des unités blindées comme une réserve mobile.
Les flèches noires indiquent les contre-attaques des troupes allemandes.

La bataille de Liouban ou bataille de Volkhov (Opération de Liouban, en russe Любанская операция) est une bataille de la Seconde Guerre mondiale opposant les Allemands aux Soviétiques autour de la petite ville de Liouban au sud-est de Leningrad, sur la rivière Volkhov, du 7 janvier au 30 avril 1942.

## Préparation et objectifs
Après que la bataille de Moscou a donné un coup d’arrêt à l’expansion allemande, l’Armée rouge envisage de briser l’encerclement de Leningrad. Dans ce but, le Front de Volkhov commandé par le général Kirill Meretskov rassemble des forces importantes (4e armée, 52e armée et 59e armée ainsi que la 2e armée de choc) en vue d’attaquer la 18e armée allemande (partie du groupe d'armées Nord) qui occupe le secteur au sud-est de la ville.

## Déroulement
Le 7 janvier, les Soviétiques attaquent les positions tenues par la 126e et la 215e divisions d’infanterie allemandes. Le 17 janvier, la 2e armée de choc, ayant avancé de 75 kilomètres, atteint la voie ferrée de Leningrad à Novgorod près de la ville de Liouban. Son avance se trouve bloquée par de fortes lignes de défense. Fin mars, le Front de Leningrad qui défendait la ville attaque pour chercher à faire la jonction avec la 2e armée de choc : il avance de 22 kilomètres et n’est plus qu’à 30 kilomètres de son objectif.
Entre-temps, la Wehrmacht a rassemblé 11 divisions et passe à la contre-attaque sous le commandement du général Georg von Küchler. Le 19 mars, la 2e armée de choc est encerclée. Le 27 mars, les 52e et 59e armées parviennent à rompre l’encerclement et à se replier avec de lourdes pertes. Le 30 avril, le commandement soviétique ordonne un retour sur les lignes de départ.
La 2e armée de choc, commandée depuis le 14 avril par le général Andreï Vlassov, reste encerclée et se voit bientôt réduite à la famine. Les 24 et 25 juin, une dernière offensive en vue de rompre l’encerclement échoue : seulement 6 000  à   16 000 hommes parviennent à s’échapper.

## Conséquences
Le général Georg von Küchler est élevé au rang de Generalfeldmarschall le 30 juin 1942. Cependant, malgré cette victoire, il ne pourra pas prendre Leningrad. L’Armée rouge, pour sa part, n’a pas atteint son objectif de rompre le blocus de Leningrad. Elle a repris une petite partie de son territoire, mais au prix de pertes très élevées : 95 000 tués et prisonniers, 232 000 blessés. Le général Andreï Vlassov, qui s’était caché chez un paysan, est capturé le 12 juillet. Furieux contre le régime de Staline qui a abandonné son armée à son sort, il se rallie aux Allemands et finira par prendre la tête d’une Armée russe de libération au service du IIIe Reich.